# Rudy Douven

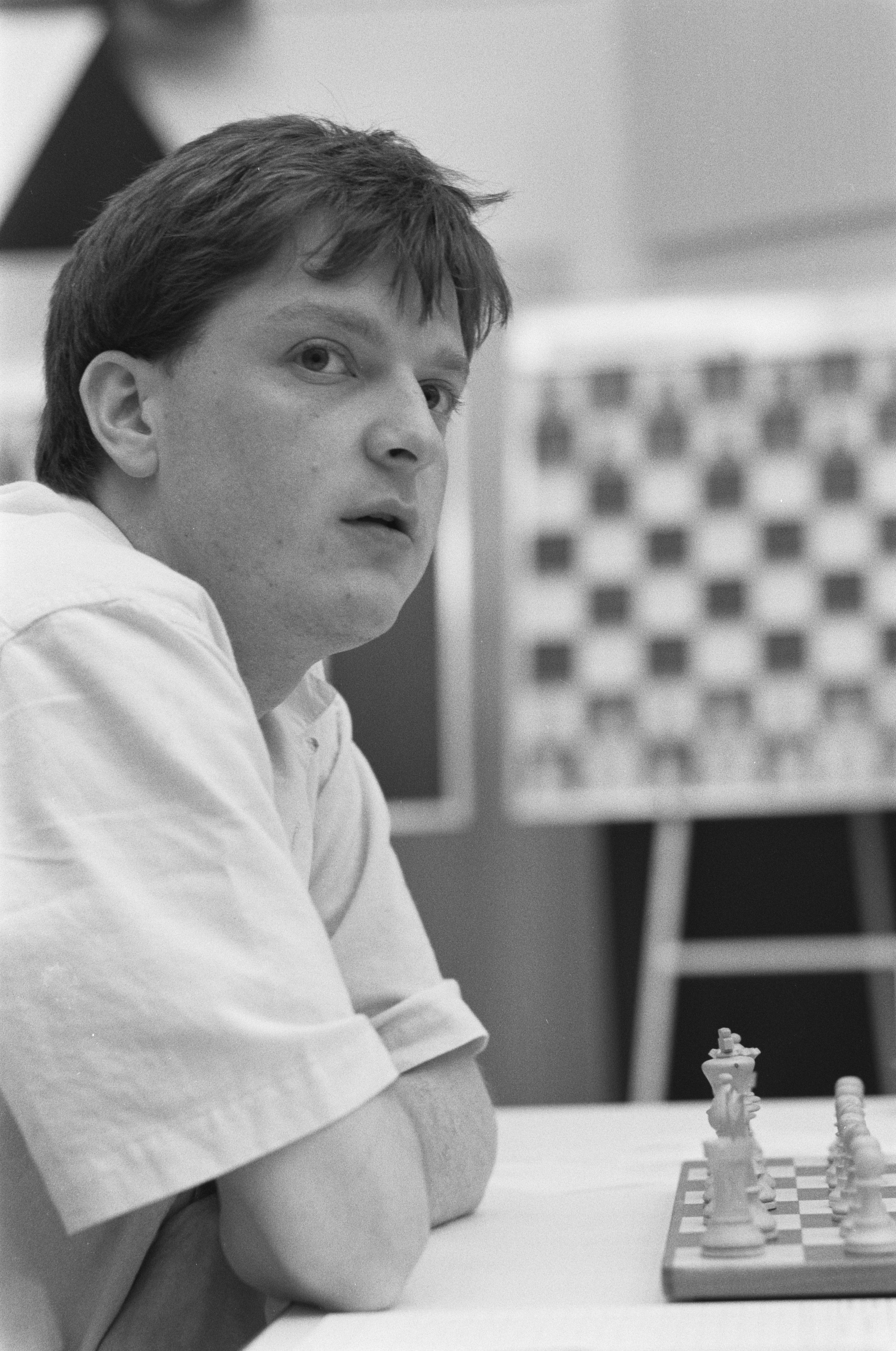
Rudy Douven, 1988

Rudy Douven (Heerlen, 5 mei 1961) is een Nederlandse schaker met FIDE-rating 2389 in 2017.  Hij is een voormalig kampioen van Nederland, sinds 1986 is hij Internationaal Meester (IM). 
In 1978 werd hij vierde in het jeugdwereldkampioenschap te Skien in Noorwegen, hij won van onder andere Yasser Seirawan. In 1980 was hij samen met Schuermans winnaar van het grote toernooi Gent open in België. In 1988 werd hij schaakkampioen van Nederland. In 2007 stopte Douven met schaken. Momenteel is hij gezondheidseconoom bij het Centraal Planbureau.
In 1995 promoveerde hij aan de Universiteit van Tilburg. 

## Partij
In de volgende partij (Eindhoven, 1982) verliest Douven van Welling in negen zetten:

Gerard Welling 1 - Rudy Douven 0; opening Koningsgambiet code C-34: 
1.f4 e5 2.e4 c6 3.Pf3 d5 4.exd5 e4 5.Pe5 Pf6 6.dxc6 Pxc6 7.Lc4 Pe5 8.fxe5 Lg4 9.exf6  (op 9. ... Lxd1 volgt 10. Lb5+)

## Externe koppelingen
- (en)   Informatie over schaakpartijen van Rudy Douven op ChessGames.com
- (en)   Informatie over schaakpartijen van Rudy Douven op 365chess.com
- (en)  FIDE-ratinggegevens voor Rudy Douven